# 大阪府立大阪南視覚支援学校
大阪府立大阪南視覚支援学校（おおさかふりつ おおさかみなみしかくしえんがっこう）は、大阪府大阪市住吉区山之内一丁目にある特別支援学校。

## 概要
吉田多市、志岐与市の両人が大阪市西区に設立した私立大阪訓盲院が、学校の源流となっている。1928年に大阪府に移管され、大阪府立盲学校が設置された。
主に、大阪府南部の視覚障害のある児童・生徒が学ぶ学校である。幼稚部から高等部まで設置されている。高等部には本科と専攻科が設置され、さらに細かく学科・コース分けがされている。また在籍者への教育のみにとどまらず、地域の学校に通う視覚障害のある児童・生徒を支援するセンターの役割も同時に担っている。
校内で生徒による按摩、鍼灸の施術を受けることができる。これは生徒教育のためのもので料金は千円にも満たない安価なものである。
地域にある大阪市立三稜中学校、大阪市立山之内小学校、大阪市立南住吉小学校、建国中学校とも交流の取り組みをおこなっている。

## 設置学部
- 幼稚部
- 小学部
- 中学部
- 高等部本科（普通科、音楽科）
- 専修部[2]（保健理療科、理療科、理学療法科、柔道整復科）

## 歴史
- 1914年10月13日 - 大阪訓盲院として、大阪市西区北堀江通に開校。
- 1916年12月 - 大阪市西区新町通4丁目番外1番地に移転。
- 1918年12月 - 大阪市西区阿波座4番丁116番地に移転。
- 1925年3月24日 - 大阪市天王寺区大道4丁目の府有地に校舎新築移転、社団法人天王寺盲学校と改称。
- 1928年3月29日 - 大阪府に移管、大阪府立盲学校を設置。
- 1938年12月8日 - 現在地に移転。
- 1948年4月1日 - 小学部に義務制実施、中等部と別科を廃して中学部、高等部（理療科、音楽科、別科（あんま科））を置いた。
- 1949年4月1日 - 高等部に普通科を設置。
- 1949年10月5日 - スクールバス配車。
- 1951年3月31日 - 高等部理療科及び同高等部別科（あんま科）があんま師、はり師、きゅう師養成学校として文部大臣より認定された。
- 1952年4月15日 - 肢体不自由児童教育の実験的研究のために希望教室が開設された。
- 1952年10月 - 産業教育研究校として指定を受けた。
- 1956年4月10日 - 学則の一部を改正し、理療専攻科第二部を設置。
- 1956年3月31日 - 希望教室を閉鎖し、肢体不自由児教育に関する一切を大阪府立養護学校（現・大阪府立堺支援学校）に移管した。
- 1959年4月28日 - 隣接地（1,910m2）を買収し、第2運動場とする。
- 1962年4月1日 - スクールバスを増車。
- 1964年4月1日 - 学則の一部を改正し高等部専攻科にリハビリテーション科（のち理学療法科と改称）を設置。
- 1968年6月1日 - 就学前教育の施策として保育教室（のちに幼稚部と改称）を開設。
- 1973年4月1日 - 盲学校高等部学習指導要領の全面改訂に伴い、学則の一部を改正し、高等部に保健理療科等を設置するとともにあらたに幼稚部を設置。
- 1980年4月1日 - 小学部訪問学級（1学級）を設置。
- 1984年3月31日 - プール新築工事完成。
- 1990年4月1日 - 高等部専攻科に保健理療科を設置。文部省より学校におけるコンピュータ利用等に関する研究を指定された。
- 1991年3月31日 - 高等部別科保健理療科を廃止。
- 1992年4月1日 - 高等部専攻科に情報処理科を設置。
- 1993年4月1日 - 高等部本科保健理療科を廃止。
- 2008年4月1日 - 学校名を「大阪府立視覚支援学校」に変更。
- 2016年4月1日 - 学校名を「大阪府立大阪南視覚支援学校」に変更。

## 通学区域
※2008年現在
- 大阪市南部 - 天王寺区・生野区・阿倍野区・西成区・住吉区・住之江区・東住吉区・平野区
- 堺市および泉州地域
- 中河内地域 - ただし東大阪市北西部（中央大通以北・大阪外環状線以西）を除く
- 南河内地域

## 交通
- 阪和線我孫子町駅下車、西へ徒歩5分
- 南海高野線我孫子前駅下車、東へ徒歩10分